# Simon Miklós (pap)
Simon Miklós (Marosszentgyörgy, 1947. november 4. - 2013. szeptember 16.) plébános.

## Élete
Pappá szentelték Gyulafehérváron, 1983-ban. 1991-ben inkardinálódott a Váci Egyházmegyébe.
Plébános Bagon 1991-1993, Tatárszentgyörgyön 1993-2003, Hernádon 2003-2006. Nyugdíjas 2006-tól.
2012-től haláláig szolgálta a mohorai híveket.
Sokoldalúan művelt egyéniség volt, szerette a művészetet, az irodalmat, a verseket, Ő maga is számos verset írt.
Teológiai és irodalmi műveltsége megmutatkozott prédikációiban is. Támogatta, segítette az elesetteket és a betegeket.
Életének 66., papságának 30. évében visszatért Teremtőjéhez.